# Planta 4ª
Pour plus de détails, voir Fiche technique et Distribution.
Planta 4ª (littéralement « quatrième étage ») est un film espagnol réalisé par Antonio Mercero, sorti en 2003.

## Synopsis
L'histoire de quatre garçons qui vivent au même étage d'un hôpital où ils sont soignés pour des maladies graves.

## Fiche technique
- Titre : Planta 4ª
- Réalisation : Antonio Mercero
- Scénario : Antonio Mercero, Ignacio del Moral et Albert Espinosa d'après sa pièce de théâtre
- Musique : Manuel Villalta
- Photographie : Raúl Pérez Cubero
- Montage : José María Biurrún
- Production : César Benítez
- Société de production : Bocaboca Producciones
- Pays :  Espagne
- Genre : Comédie dramatique
- Durée : 100 minutes
- Dates de sortie : 
  -  Espagne : 31 octobre 2003

## Distribution
- Juan José Ballesta : Miguel Angel
- Luis Ángel Priego : Izan
- Gorka Moreno : Dani
- Alejandro Zafra : Jorge
- Marco Martínez : Francis
- Mikel Albisu : le directeur de l'hôpital
- Marina Andina : Enfermera Ruth
- José Ramón Argoitia : Abuelo de Jorge
- Luis Barbería : Alfredo
- Marcos Cedillo : Pepino
- Lluís Ferrer : Antonio
- Miguel Foronda : Dr. Gallego
- Maite Jáuregui : Gloria

## Distinctions
Le film a été nommé pour le prix Goya du meilleur film.